# N310 (België)
De N310 is een gewestweg in België bij Dudzele tussen de N376 en de N348. De weg is ongeveer 700 meter lang en draagt de naam Herdersbruggestraat.
De gehele weg bestaat uit totaal 2 rijstroken voor beide richtingen samen ook al is er geen belijning midden op de weg aanwezig. 